# Tanyproctus verryi
Tanyproctus verryi är en skalbaggsart som beskrevs av Leon Fairmaire 1884. Tanyproctus verryi ingår i släktet Tanyproctus och familjen Melolonthidae. Inga underarter finns listade i Catalogue of Life.